# دانیله برتچالی
 دانیله برتچالی (انگلیسی: Daniele Bracciali؛ زاده ۱۰ ژانویهٔ ۱۹۷۸) یک تنیس‌باز اهل ایتالیا است.